# 玉台镇
玉台镇，是中华人民共和国四川省南充市阆中市下辖的一个乡镇级行政单位。2019年10月，撤销宝台乡，将其所属行政区域划归玉台镇管辖。

## 行政区划
玉台镇下辖以下地区：
王爷庙街社区、土桥庙村、两路口村、老店子村、万家桥村和百顶子村,柳太坪村、水溪寺村、民主村、赵家沟村、福星亭村、石垭子村、碑垭岭村和夹渠沟村。